# Campeonato Europeo de Patinaje Artístico sobre Hielo de 1901
El VIII Campeonato Europeo de Patinaje Artístico sobre Hielo se realizó en Viena (Imperio Austrohúngaro) en enero de 1901. Fue organizado por la Unión Internacional de Patinaje sobre Hielo (ISU) y la Federación Austrohúngara de Patinaje sobre Hielo.

## Resultados
| Puesto | Nombre         | País              |
| ------ | -------------- | ----------------- |
| Oro    | Gustav Hügel   | Imperio austríaco |
| Plata  | Gilbert Fuchs  | Alemania          |
| Bronce | Ulrich Salchow | Suecia            |

## Medallero
| Núm. | País              | Oro | Plata | Bronce | Total |
| ---- | ----------------- | --- | ----- | ------ | ----- |
| 1    | Imperio austríaco | 1   | 0     | 0      | 1     |
| 2    | Alemania          | 0   | 1     | 0      | 1     |
| 3    | Suecia            | 0   | 0     | 1      | 1     |
|      | TOTAL             | 1   | 1     | 1      | 3     |